# Curcuma saraburiensis
Curcuma saraburiensis là một loài thực vật có hoa trong họ Gừng. Loài này được Thawatphong Boonma và Surapon Saensouk mô tả khoa học đầu tiên năm 2019. Mẫu định danh: Boonma. T. no. 2; thu thập ngày 21 tháng 10 năm 2017 tại huyện Phra Phutthabat, tỉnh Saraburi, Thái Lan. Tên gọi trong tiếng Thái là สระบุรีรําลึก (Saraburi-rum-luek).

## Từ nguyên
Tính từ định danh saraburiensis lấy theo tỉnh Saraburi, nơi thu thập mẫu.

## Phân bố
Loài này có tại tỉnh Saraburi, miền trung Thái Lan. Môi trường sống là rừng lá sớm rụng ở cao độ 50–300 m. Ra hoa trong mùa mưa, từ tháng 6 đến tháng 9. Tạo quả tháng 10.

## Mô tả
Cây thảo lâu năm với thân rễ hình trứng ngắn, ruột màu nâu nhạt và có mùi thơm, kích thước 1‒2 × 2‒3 cm. Rễ củ (tìm thấy vào cuối mùa mưa đến cuối mùa hè năm sau) với các rễ chùm. Chồi lá cao 30‒50 cm; bẹ không phiến lá 1‒2, màu xanh lục với màu đỏ ở gốc hoặc màu đỏ. Các bẹ lá màu xanh lục với màu đỏ ở gốc; lưỡi bẹ cong rộng, 2‒4 mm; cuống lá xanh lục, 8‒14 cm. Lá 4‒7, hình elip-hình trứng hẹp, dài 16‒22 cm và rộng 7‒9 cm, đỉnh nhọn thon, gốc tù-thon nhỏ dần, mép nguyên, màu xanh lục ở cả hai mặt, mặt trên nhẵn nhụi và mặt dưới có lông tơ. Cụm hoa đầu cành trên thân giả, hình trụ, dài 8‒12 cm; cuống màu xanh lục, dài 20‒25 cm, nhẵn nhụi. Các lá bắc sinh sản có 3‒7 hoa mỗi lá bắc, hình trứng rộng, đỉnh thuôn tròn, màu lục nhạt với đường dọc màu lục nhạt hay trắng và 2 vệt tròn màu trắng, 2‒2,5 × 2‒2,5 cm. Lá bắc mào hình trứng rộng, bên ngoài nhẵn nhụi, màu lục nhạt với đường dọc màu lục xen kẽ với đường màu lục nhạt hoặc màu trắng, bên trong nhẵn nhụi, màu trắng với các rìa màu xanh lục, 2‒3 × 2‒3 cm, đỉnh tròn-tù. Lá bắc con màu trắng, hình trứng rộng, dài ~8 mm, đỉnh nhọn. Hoa màu trắng pha vàng nhạt. Đài hoa màu trắng, hình ống, dài 15‒18 mm, nhẵn nhụi. Tràng hoa màu trắng, nhẵn nhụi, ngắn hơn lá bắc; thùy tràng lưng hình mũi mác-hình trứng, ~10 × 5‒7 mm, màu vàng nhạt; các thùy bên hình mác-hình trứng, 7‒10 × 5‒7 mm, màu vàng nhạt. Các nhị lép bên thuôn dài hẹp, ~14 × 2‒3 mm, đỉnh thuôn tròn, màu trắng với 3‒4 vạch đỏ. Cánh môi hình trứng ngược, xẻ sâu tới 9 mm, màu trắng với 2 vệt màu tía ở hai bên và 4 vạch đỏ, 2 vạch ở mỗi bên, 8‒10 × 12‒14 mm. Nhị màu trắng; bao phấn dài 5‒6 mm; chỉ nhị phẳng; không cựa. Bầu nhụy gần hình cầu, 1‒2 × 1,5‒2 mm, 3 lá noãn, nhẵn nhụi. Vòi nhụy rất thanh mảnh. Đầu nhụy màu trắng, 1‒2 × 1‒2 mm, nhẵn nhụi. Tuyến mật 2, rất mảnh mai, dài ~2 mm. Hạt màu nâu nhạt với các áo hạt màu trắng xé rách, bề mặt nhẵn, ~3 × 5 mm.
Về hình thái có nhiều điểm tương đồng với C. parviflora, C. larsenii và C. rhabdota.

## Sử dụng
Làm cây cảnh mang điềm lành.